# Silvia Heredia Martín
Silvia Heredia Martín (Écija, Sevilla, 24 de agosto de 1979) es una política española del Partido Popular y alcaldesa del pueblo andaluz de Écija desde el 17 de junio de 2023. Entre 19 de julio de 2016 al 15 de marzo de 2019 y, desde el 13 de diciembre de 2011 al 27 de octubre de 2015, fue diputada a las Cortes generales en las X y XII legislaturas, y desde el 1 de septiembre de 2022 es diputada en el Parlamento de Andalucía.

## Biografía
Es licenciada en Ciencias del Trabajo por la Universidad de Córdoba y máster en prevención de riesgos laborales, y diplomada en Relaciones Laborales por la Universidad Pablo de Olavide.
Desde 2007 es concejala en el ayuntamiento de Écija. El 7 de febrero de 2019 anuncia que se presenta oficialmente a encabezar la candidatura a las elecciones municipales del próximo 26 de mayo. El 20 de noviembre de 2011 fue elegida diputada por Sevilla al Congreso de los Diputados hasta el 19 de diciembre de 2015. Posteriormente fue nuevamente elegida el 7 de julio de 2016.
Es también la portavoz del Partido Popular en su localidad natal.
En las elecciones al Parlamento de Andalucía de 2022 obtiene un escaño por Sevilla, y desde el 17 de junio de 2023 es la alcaldesa de la ciudad andaluza de Écija.